# Головацький Віталій Анатолійович
Віта́лій Анато́лійович Голова́цький — підполковник медичної служби запасу Збройних сил України.

## Нагороди
За особисту мужність і героїзм, виявлені у захисті державного суверенітету та територіальної цілісності України, вірність військовій присязі під час російсько-української війни нагороджений
- орденом Богдана Хмельницького III ступеня (4.12.2014).